# Eva LaRue
Eva Maria LaRue Callahan (ur. 27 grudnia 1966 w Long Beach) – amerykańska aktorka.
Popularność zdobyła dzięki roli dr Marii Santos w serialu Wszystkie moje dzieci. Za rolę Natalii Boa Visty, ekspertki od DNA, w serialu CSI: Kryminalne zagadki Miami (2005–2012) była dwukrotnie nominowana (w 2006 i 2007) do nagrody Imagen Foudation Awards. Była też nominowana do nagrody Emmy.

## Filmografia
- 2006: Płacz w ciemności (Cries in the Dark) jako Carrie
- 2002: CSI: Kryminalne zagadki Miami jako Natalia Boa Vista
- 2002−2007: George Lopez jako Linda Lorenzo (gościnnie)
- 2000−2004: Soul Food jako Josefina Alicante (gościnnie)
- 1999−2005: Brygada ratunkowa (Third Watch) jako Brooke Carney (2000–2001)
- 1998−2002: For Your Love jako Fariba (gościnnie)
- 1998: Lodowe piekło (Ice) jako Alison
- 1997−1999: Najemnicy (Soldier of Fortune, Inc.) jako dr Newman (gościnnie)
- 1997: Podróż znikąd (Out of Nowhere) jako Denise Johnson
- 1997: Head Over Heels jako Carmen
- 1996: Zatrzymane chwile (Remembrance) jako Serena Principessa di San Tibaldo Fullerton
- 1995: Weddings of a Lifetime jako Prowadząca
- 1995: Dream Is a Wish Your Heart Makes: The Annette Funicello Story, A jako Annette Funicello
- 1994: Mirror Images II jako Phyllis
- 1993−2001: Diagnoza morderstwo (Diagnosis Murder) jako Kathryn Wately (1998) (gościnnie)
- 1993: RoboCop 3 jako Debbie Dix
- 1991−1993: Dark Justice (gościnnie)
- 1991: Ghoulies III: Ghoulies Go to College jako Erin Riddle
- 1990: Program: zniszczenie (Crash and Burn) jako Parice
- 1990: Związek przeszczepionych serc (Heart Condition) jako Peisha
- 1988: Niebezpieczne zakręty (Dangerous Curves) jako Leslie Cruz
- 1988−1990: Koszmary Freddy’ego (Freddy’s Nightmares) jako Gina (gościnnie)
- 1987: Barbarzyńcy (Barbarians, The) jako Ismene/Kara
- 1987−1997: Świat według Bundych (Married... with Children) jako Carrie (gościnnie)
- 1987: Biography jako ona sama (gościnnie)
- 1987−1988: Rags to Riches (gościnnie)
- 1986−1993: Perfect Strangers jako Studentka (gościnnie)
- 1984−1993: Santa Barbara jako Margot Collins (1988)
- 1984−1990: Charles in Charge jako Daphne Prentiss (gościnnie)
- 1970: Wszystkie moje dzieci (All My Children) jako dr Maria Santos Grey (Maureen Gorman, 1993–1997, od 2002)